# Dean Henderson
Dean Bradley „Deano“ Henderson (* 12. März 1997 in Whitehaven) ist ein englischer Fußballtorwart, der beim Erstligisten Crystal Palace unter Vertrag steht.

## Karriere

### Verein

#### Jugend und Leihstationen in unteren Ligen
Henderson begann mit dem Fußballspielen bei Carlisle United, bevor er mit 14 Jahren in die Jugendakademie von Manchester United wechselte. Im August 2015 unterzeichnete er seinen ersten professionellen Vertrag bei den Red Devils. Am 12. Januar 2016 wechselte er für einen Monat leihweise zum Sechstligisten Stockport County. Dort kam er in fünf Spielen zum Einsatz und kehrte im März erneut für einen Monat zu den Hatters zurück und hütete weitere viermal das Tor deren.
Am 31. August 2016 wechselte er bis Jahresende in einem Leihgeschäft zum Viertligisten Grimsby Town, wo er als zweiter Torhüter hinter James McKeown eingeplant war. Die Leihe wurde im Januar 2017 bis zum Saisonende 2016/17 ausgeweitet. Bereits Anfang Februar rief ihn Manchester United wieder zurück, nachdem sich dort der dritte Torhüter Joel Pereira verletzt hatte. Henderson stieg bei Grimsby Town erst kurz zuvor zum Stammtorwart auf und kam für diese in sieben Spielen zum Einsatz.
Zur folgenden Saison 2017/18 wurde er an den Drittligisten Shrewsbury Town ausgeliehen, wo er sofort zum ersten Torhüter ernannt wurde und die Trikotnummer 1 erhielt. Dementsprechend kam er auch in 48 Pflichtspielen zum Einsatz und war ein wichtiger Bestandteil der guten Saison seines Leihvereins. Er erreichte mit Shrewsbury Town das Endspiel der EFL Trophy 2017/18, wo man an Viertligist Lincoln City scheiterte. Außerdem zog man ins Finale der Aufstiegsplayoffs gegen Rotherham United ein. Bei der 1:2-Niederlage nach Verlängerung konnte sich der junge Torhüter bereits nach neun Minuten auszeichnen, als er einen Strafstoß David Balls parierte. Am Ende der Saison wurden seine hervorragenden Leistungen mit einer Nominierung für das PFA Team of the Year gekürt.

#### Durchbruch bei Sheffield United
Zur Saison 2018/19 verlängerte Henderson seinen Vertrag bei Manchester United bis zum 30. Juni 2020 und wechselte auf Leihbasis zum Zweitligisten Sheffield United. Mit den Blades stieg er in dieser Spielzeit als Tabellenzweiter in die Premier League auf. Er kam dabei in allen 46 Ligaspielen zum Einsatz und behielt in 21 Spielen davon seine weiße Weste. Während der Sommerpause wurde die Leihe für die Saison 2019/20 verlängert, wofür Henderson auch seinen Vertrag bei Manchester United bis zum 30. Juni 2022 verlängerte. Er kam in 36 Premier-League-Spielen zum Einsatz und erreichte mit dem Verein den Klassenerhalt.

#### Rückkehr zu Manchester United
Zur Saison 2020/21 kehrte Henderson zu Manchester United zurück und verlängerte seinen Vertrag bis zum 30. Juni 2025. Unter dem Cheftrainer Ole Gunnar Solskjær konkurrierte er mit dem langjährigen Stammtorhüter David de Gea um den Platz im Tor. Zur Saison 2022/23 wechselte er auf Leihbasis zu Aufsteiger Nottingham Forest. In der Hinrunde der Spielzeit bestritt er achtzehn Ligapartien und zeigte durchgehend gute bis sehr gute Leistungen. Am 14. Januar 2023 verletzte sich Henderson bei einem 2:0-Heimsieg seiner Mannschaft gegen Leicester City bei einem Abstoß vom Tor am Oberschenkel. Er absolvierte die Partie noch bis zum Ende, fiel in der Folge jedoch bis zum Saisonende aus.

#### Crystal Palace
Im August 2023 wechselte er zu Crystal Palace und unterschrieb dort einen Vertrag bis 2028. Nach seiner Ankunft dort wurde Henderson zunächst Ersatztorhüter hinter Sam Johnstone, ehe er von September bis Dezember 2023 verletzt ausfiel. Nach seiner Rückkehr vertrat er den ebenfalls verletzten Johnstone und bestritt bis Saisonende insgesamt 18 Ligaspiele.

### Nationalmannschaft
Henderson repräsentierte sein Heimatland bisher in verschiedenen Junioren-Auswahlen. Unter anderem nahm er mit der englischen U-20-Nationalmannschaft an der U-20-Fußball-Weltmeisterschaft 2017 in Südkorea teil, wo er hinter Freddie Woodman der zweite Torhüter war. Seinen einzigen Einsatz in diesem Turnier hatte er beim 1:1-Unentschieden in der Gruppenphase gegen Guinea.
Im November 2020 debütierte er in der englischen A-Nationalmannschaft, als er von Trainer Gareth Southgate in einem Freundschaftsspiel gegen Irland zur Halbzeit für Nick Pope eingewechselt wurde. Danach wurde er regelmäßig als Ersatztorhüter nominiert und gehörte 2021 dem englischen Kader für die Fußball-Europameisterschaft an, bei der die Mannschaft im Finale gegen Italien im Elfmeterschießen im heimischen Wembley-Stadion verlor. Dabei hatte Henderson gegenüber dem konkurrierenden Torhüter Jordan Pickford das Nachsehen. Für die Weltmeisterschaft 2022 wurde er nicht nominiert, kehrte aber zur Europameisterschaft 2024 wieder in den englischen Kader zurück.

## Erfolge
Verein
- Aufstieg in die Premier League: 2019 (Sheffield United)

Nationalmannschaft
- U20-Weltmeister: 2017

Individuelle Auszeichnungen
- PFA Team of the Year: 2018/19 League One
- EFL Golden Glove: 2018/19